# 乌多·奎尔马尔茨
乌多·奎尔马尔茨（德語：Udo Quellmalz，1967年3月8日—），德国男子柔道运动员。他曾代表东德、德国参加1988年、1992年和1996年夏季奥林匹克运动会柔道比赛，获得一枚金牌和一枚铜牌。